# Anthony Burns
Anthony Burns (31 mai 1834 – 27 juillet 1862) était un pasteur baptiste afro-américain et un esclave fugitif originaire de Virginie. Son arrestation en 1854 dans l'État du Massachusetts le plaça au centre de la contestation de la loi sur les esclaves fugitifs de 1850 qui imposait aux États ayant aboli l'esclavage de renvoyer les esclaves capturés sur leur sol à leur propriétaire d'origine. Finalement ramené en Virginie, il fut racheté par un comité d'abolitionnistes, fréquenta l'Oberlin College avant de devenir pasteur chrétien baptiste dans le Haut-Canada.

## Biographie

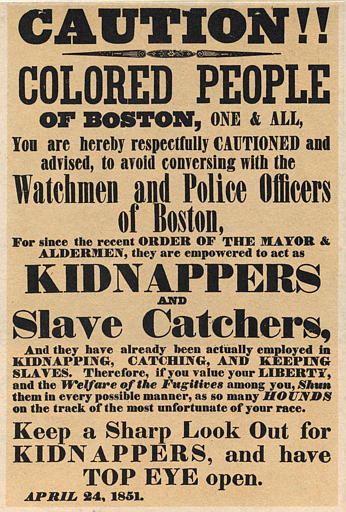
Affiche apposée sur les murs de Boston informant la population noire de la présence de policiers traquant les fugitifs en 1851.

Anthony Burns appartenait à Charles F. Suttle, un riche fermier du comté de Stafford, devenu un négociant prospère de la ville voisine d'Alexandria. Élevé par sa mère dans les principes de la religion, il se convertit au baptisme puis entreprit d'apprendre à lire et à écrire. De jeunes écoliers à qui il rendait de menus services, ainsi que deux jeunes femmes blanches l'aidèrent dans sa tâche, malgré une loi virginienne qui prohibait l'enseignement aux Noirs. Fort de ce savoir, il acquit une certaine réputation auprès des autres esclaves et put officier de manière informelle en tant que pasteur. La position de son maître ainsi que ses qualifications permettaient à Burns de bénéficier d'une autonomie importante : il était loué à d'autres fermiers des environs et, ne voyant son maître que de manière sporadique, était pour une large part soustrait à son autorité. Il touchait un salaire et pouvait refuser certains emplois s'ils lui déplaisaient.
À la suite d'une blessure, Burns craignit cependant que ce statut privilégié ne soit remis en cause et que son maître ne le vendît plus au Sud où il perdrait les avantages dont il bénéficiait en Virginie. Il prit la décision de s'enfuir, en s'engageant sur un bateau qui le mena jusqu'à Boston. Son maître, qui avait eu vent des projets de Burns, invoqua la loi sur les esclaves fugitifs de 1850 pour obtenir du juge bostonien Edward G. Loring (en) un mandat contre son esclave. Celui-ci fut arrêté peu après et placé en détention en attendant son transfert vers la Virginie.
La nouvelle de son arrestation parvint cependant jusqu'au comité de vigilance de Boston, composé d'abolitionnistes locaux. Ce comité s'était constitué, comme d'autres groupes du même type dans les États du Nord du pays, à la suite de l'adoption de la loi sur les esclaves fugitifs, que les abolitionnistes les plus radicaux tenaient pour une violation de la loi morale, qu'ils plaçaient au-dessus de la loi des hommes. Le comité de vigilance organisa immédiatement un rassemblement à Faneuil Hall au cours duquel deux des leaders du mouvement abolitionnistes local, Wendell Phillips et Theodore Parker, prirent la parole. Sous l'impulsion d'un groupe mené par le pasteur unitarien Thomas Wentworth Higginson, une partie de l'assistance se dirigea vers le palais de justice avec l'intention de libérer Anthony Burns. L'assaut qui suivit fut un échec mais provoqua la mort de l'un des gardes  fédéraux chargés de la protection du prisonnier.
L'affaire prit dès lors une ampleur nationale. Un détachement fédéral fut envoyé pour assurer la protection du fugitif. Il fut porté à 2 000 hommes pour l'escorter jusqu'au cotre de l'armée qui assura son transfert jusqu'à Richmond, où près de 50 000 personnes s'étaient massées pour assister à son débarquement. De retour en Virginie, Burns fut puni par son maître qui le revendit peu après pour 905 dollars, une somme inférieure de 295 dollars à celle qui lui avait été offerte dans le Massachusetts par un groupe d'abolitionnistes pour racheter la liberté de l'esclave. L'ampleur politique prise par l'affaire et la pression exercée par l'opinion publique du Sud avaient alors décidé Shuttle à décliner l'offre. Le nouveau propriétaire de Burns, David McDaniel, se montra plus pragmatique et accepta la proposition que lui soumirent à nouveau les Bostoniens. Burns retrouva sa liberté en contrepartie de la somme de 1 300 dollars. Jusqu'au dernier moment cependant, l'échange faillit être remis en cause : sur le bateau à vapeur qui les menait vers le Nord, l'esclave et son maître furent pris à partie par un groupe de passagers qui avait reconnu Burns et voulait empêcher ce symbole de la cause antiesclavagiste de quitter le Sud. Burns ne dut son salut qu'à l'intervention de son maître qui repoussa la foule en la tenant en joue avec son pistolet.
Il meurt de la tuberculose.